# Ursus 1134
Ursus 1134 – ciężki ciągnik rolniczy produkowany przez Zakłady Mechaniczne "Ursus" z napędem na 4 koła. 
Ciągnik był produkowany w latach 1991 - 2009

## Dane techniczne[2]
Silnik:
- Typ: DS Martin Z 8002.12 TURBO
- Rodzaj: wysokoprężny, turbodoładowany
- Moc według DIN 70020 - 72 kW (96 KM) przy 2200 obr./min
- Maksymalny moment obrotowy: 357,5 Nm przy 1600 obr./min
- Liczba cylindrów: 4
- Rodzaj wtrysku - bezpośredni
- Średnica cyl./skok tłoka: 110/120 mm
- Pojemność skokowa: 4562 cm³
- Stopień sprężania: 17
- Jednostkowe zużycie paliwa: 235 g/kWh

Układ napędowy:
- Sprzęgło główne - cierne jednostopniowe z samoczynną regulacja luzu, sterowane hydrauliczne
- Skrzynia przekładniowa - mechaniczna
- Wzmacniacz momentu - włączany hydraulicznie, o przełożeniu 1,34
- Liczba biegów przód/tył: 16/8
- Prędkość: 2,2 - 29,4 km/h

Układy jezdne:
- Tylny most z przekładnią główną stożkową i ze zwolnicami planetarnymi
- Blokada mech. różnicowego tylnego mostu - mechaniczna
- Przedni most napędowy - przekładnia główna stożkowa i zwolnice planetarne
- Blokada mech. różnicowego przedniego mostu - hydrauliczna
- Hamulec roboczy hydrauliczny, tarczowy, suchy
- Koła przednie: 12,4 R24
- Koła tylne: 18,4 R34
- Układ kierowniczy - hydrostatyczny

Układy agregowania:
- Funkcja podnośnika: regulacja siłowa, pozycyjna, mieszana, ciśnieniowa
- Udźwig TUZ: 4125 kg lub 5500 kg
- TUZ 2 (3) kategoria według ISO
- Wydatek hydrauliki zewnętrznej: 41 l/min lub 55 l/min
- Liczba wyjść hydrauliki zewnętrznej: 5 szybkozłączy
- Ciśnienie nominalne na szybkozłączu: 16 MPa
- WOM: 540 lub 1000 obroty/min

Masy - wymiary - pojemności:
- Długość bez/z obciążnikami - 4146/4304 mm
- Wysokość dachu kabiny / tłumika: 2932 / 2962 mm[3]
- Rozstaw osi: 2396 mm
- Prześwit: 382 mm
- Masa bez/z obciążnikami: 4820/5500 kg
- Zbiornik paliwa 130 dm³